# Teresa Villarreal
Teresa Villarreal González (1883 Nuevo León, Mèxic - ? San Antonio, Texas) va ser una activista mexicana, escriptora chicana, i organitzadora feminista, que va donar suport al Partit Liberal Mexicà (PLM) durant la Revolució Mexicana de 1910 a 1917.

## Vida
Era filla de Próspero Villarreal Zuazua i de la seva esposa Ignacia González Cantú; i germana d'altres activistes i membres promiments del PLM: Andrea Villarreal (1881-1963) i del General Antonio Irineo Villarreal González (1879-1944). El 1887, el seu pare, Prospero Villarreal Zuazua, va fundar la Societat de Treballadors de Lampazos, a Nuevo León, Mèxic i va portar la família a l'activitat política.
Igual que la seva germana i el seu germà, va donsar suport al liberal i radical Partit Liberal Mexicà (PLM) que s'oposava a la dictadura del president Porfirio Díaz (1876–1911). Va ser obligada a abandonar Mèxic l'abril de 1901, amb son pare i germans a causa de la repressió de la seva activitat pel règim de Díaz, arribant a Texas. El febrer de 1905, es van mudar a Saint Louis, aprofitant la Expo, que havia atret a radicals de moltes causes. Allà es van desenvolupar relacions d'amistat amb moltes organitzacions estatunidenques amb interessos compartits, como ara el Partit Socialista, la Federació Estatunidenca del Treball (American Federation of Labor) i els Treballadors Industrials del Món.
El 1909, Andrea Villarreal, i sa germana Teresa, troben un terreny social fèrtil a San Antonio, per a difondre les seves idees en contra de la dictadura del règim de Díaz, a través de la premsa mexicana a l'exilo, que servia a la comunitat mexicana als sud dels Estats Units. Allà va publicar dos diaris, el diari feminista La Dona Moderna (The Modern Woman, 1910) i el revolucionari El Obrer (The Worker).
Atès que els líders masculins del PLM estaven contínuament sota vigilància, les germanes Villareal i altres dones com elles van tenir un paper clau en la causa revolucionària. Van dur a terme tasques de missatgeria, fonts i informes d'intel·ligència. Un observador recordava com les dones com Andrea i Teresa Villareal van assumir tasques que els homes temien a causa de les serioses amenaces que rebien: “Les dones a Texas van ser particularment actives. . . van haver de complementar als homes de feines que estaven massa intimidats per a dur a terme." Les germanes també van realitzar discursos públics junt a la Mother Jones exigint l'alliberament dels revolucionaris mexicans, empresonats a San Antonio.